# A1 Team Mexiko
Das A1 Team Mexiko (engl. Stilisierung: A1Team.Mexico) war das mexikanische Nationalteam in der A1GP-Serie.

## Geschichte

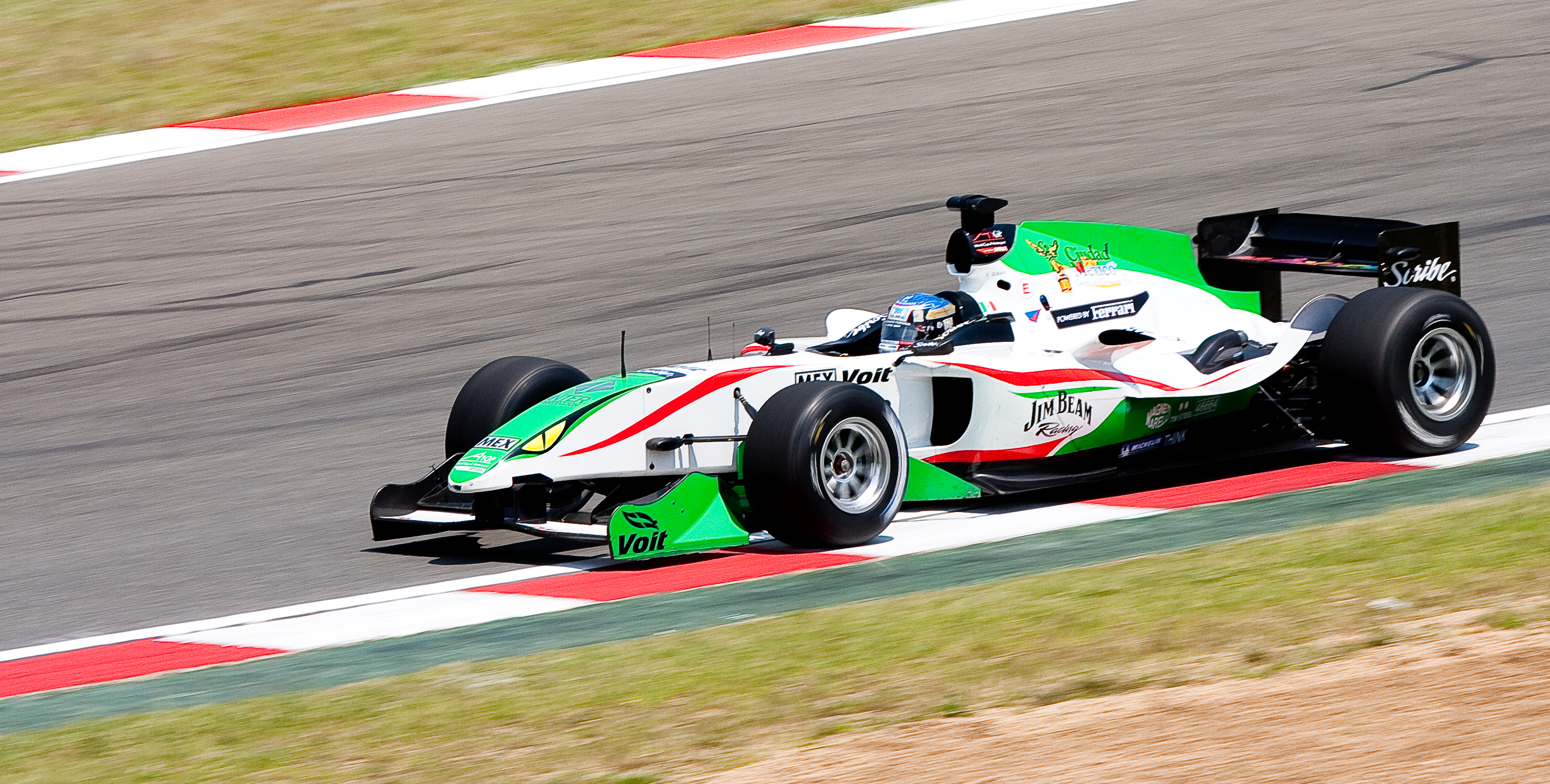
A1 Team Mexiko in Kyalami 2009

Das A1 Team Mexiko wurde von Juan Cortina und Julio Jáuregui gegründet, in der vierten Saison kam zusätzlich noch José Ramón Elizondo als Seatholder hinzu; als Rennstall fungierte in den ersten beiden Saisons das französische Team DAMS, in der dritten Saison das britische Teamcraft und danach die spanische Escudería del Mediterráneo.
In der ersten Saison war das Team Mittelmaß. Nach einem sechsten Platz im Sprintrennen in Brands Hatch durch Salvador Durán und damit der ersten Punkteplatzierung, konnte es bereits im Hauptrennen mit Platz drei das erste Podium erzielen. Einen weiteren Saisonhöhepunkt stellte der dritte Platz im Sprintrennen in Sentul dar, der ebenfalls durch Durán herausgefahren wurde. Die stärkste Saisonleistung bot das Team mit einem Doppelsieg in Laguna Seca, Fahrer war abermals Durán. Nach einer weiteren Podestplatzierung – einem dritten Platz beim letzten Rennwochenende in Shanghai – beendete das Team die Saison auf Rang elf mit 59 Punkten.
In der folgenden Saison lief es unverändert. Auf einen zweiten Platz im Sprintrennen des Auftaktwochenendes in Zandvoort folgte ein dritter Platz im Hauptrennen in Brünn. Durch eine weitere Podiumsplatzierung, einen zweiten Platz im Sprintrennen in Peking, übernahm das Team kurzzeitig die Meisterschaftsführung. Einen erneuten zweiten Platz konnte das Team im Sprintrennen in Sentul feiern. Nach einer Durststrecke von sechs Rennwochenenden in Folge ohne Platzierung in den Punkterängen (den einzigen Punkt erzielte das Team durch die schnellste Rennrunde beim Heimrennen auf dem Autódromo Hermanos Rodríguez), beendete das Team die Saison auf dem zehnten Gesamtplatz mit 35 Punkten.
In der dritten Saison rutschte das Team ins Hinterfeld ab. Nachdem Salvador Durán mit zwei vierten Plätzen in Zandvoort für einen erfreulichen Auftakt gesorgt hatte, konnte das Team nur noch zwei weitere Punkteresultate mit David Garza als Fahrer erzielen. Es beendete die Saison schließlich auf der 16. Gesamtposition mit 22 Punkten.
Beim Auftaktwochenende der vierten Saison war das Team aufgrund der Chassis-Lieferschwierigkeiten zum Zuschauen gezwungen. Es folgten vier Rennwochenenden ohne ein einziges Punkteresultat, bis schließlich im Hauptrennen in Portimão mit einem vierten Platz durch Durán das erste erzielt werden konnte. In Brands Hatch folgten zwei weitere, darunter ein dritter Platz im Sprintrennen. Das Team schloss die Saison auf Gesamtrang 13 mit 19 Punkten ab.
Das A1 Team Mexiko hat an 38 Rennwochenenden der A1GP-Serie teilgenommen.

## Fahrer
Das A1 Team Mexiko setzte an Rennwochenenden acht verschiedene Fahrer ein, von denen alle auch an den Rennen selbst teilnahmen. Außerdem kam beim offiziellen Test in Silverstone 2005 Memo Rojas sowie beim offiziellen Test 2006 Mario Domínguez zum Einsatz. Es folgten Alfonso „Picho“ Toledano und Arturo González beim ersten offiziellen Test 2007 und Esteban Gutiérrez beim zweiten.

### Übersicht der Fahrer
| Fahrer               | RG | SR | HR | RS | 1. Pl.  | 2. Pl.  | 3. Pl.  | PP | SRR | Pkt. |
| -------------------- | -- | -- | -- | -- | ------- | ------- | ------- | -- | --- | ---- |
| Durán, Salvador      | 44 | 22 | 22 | -  | 2 (1/1) | 3 (3/0) | 5 (3/2) | 1  | 2   | 126  |
| Garza, David         | 14 | 7  | 7  | 5  | 0 (0/0) | 0 (0/0) | 0 (0/0) | 0  | 0   | 5    |
| Martínez, David      | 6  | 3  | 3  | 2  | 0 (0/0) | 0 (0/0) | 0 (0/0) | 0  | 0   | 4    |
| Jourdain jr., Michel | 4  | 2  | 2  | 2  | 0 (0/0) | 0 (0/0) | 0 (0/0) | 0  | 0   | 0    |
| Pérez, Sergio        | 2  | 1  | 1  | 8  | 0 (0/0) | 0 (0/0) | 0 (0/0) | 0  | 0   | 0    |
| García, Juan Pablo   | 2  | 1  | 1  | 3  | 0 (0/0) | 0 (0/0) | 0 (0/0) | 0  | 0   | 0    |
| Diaz, Luis           | 2  | 1  | 1  | -  | 0 (0/0) | 0 (0/0) | 0 (0/0) | 0  | 0   | 0    |
| Goeters, Jorge       | 2  | 1  | 1  | -  | 0 (0/0) | 0 (0/0) | 0 (0/0) | 0  | 0   | 0    |

Legende: RG = Rennen gesamt; SR = Sprintrennen; HR = Hauptrennen; RS = Rookie-Sessions; PP = Pole-Position; SRR = schnellste Rennrunde

## Ergebnisse
| Saison | 1         | 1         | 2          | 2          | 3       | 3       | 4          | 4          | 5       | 5       | 6          | 6          | 7          | 7          | 8         | 8         | 9         | 9         | 10        | 10        | 11        | 11        | Rang | Punkte |
| ------ | --------- | --------- | ---------- | ---------- | ------- | ------- | ---------- | ---------- | ------- | ------- | ---------- | ---------- | ---------- | ---------- | --------- | --------- | --------- | --------- | --------- | --------- | --------- | --------- | ---- | ------ |
| 05/06  | Brands H. | Brands H. | EuroSpeed. | EuroSpeed. | Estoril | Estoril | Eastern C. | Eastern C. | Sepang  | Sepang  | Dubai      | Dubai      | Durban     | Durban     | Sentul    | Sentul    | Monterrey | Monterrey | Laguna S. | Laguna S. | Shanghai  | Shanghai  | 11.  | 59     |
| 05/06  | 6 DUR     | 3 DUR     | 8 MAR      | 13 MAR     | 23 DUR  | 24 DUR  | 22 DUR     | 21 DUR     | 19 DIA  | 15 DIA  | 18 DUR     | 8 DUR      | 10 MAR     | 14 MAR     | 3 DUR     | 20 DUR    | 22 DUR    | 21 DUR    | 1 DUR     | 1 DUR     | 3 DUR     | 8 DUR     | 11.  | 59     |
| 06/07  | Zandvoort | Zandvoort | Brno       | Brno       | Peking  | Peking  | Sepang     | Sepang     | Sentul  | Sentul  | Taupo      | Taupo      | Eastern C. | Eastern C. | Durban    | Durban    | Mexiko-S. | Mexiko-S. | Shanghai  | Shanghai  | Brands H. | Brands H. | 10.  | 35     |
| 06/07  | 2 DUR     | 5 DUR     | 7 DUR      | 3 DUR      | 2 DUR   | 20 DUR  | 11 DUR     | 21 DUR     | 2 DUR   | 6 DUR   | 12 DUR     | 20 DUR     | 11 DUR     | 15 DUR     | 21 DUR    | 11 DUR    | 17 DUR    | 22 DUR    | 15 PÉR    | 22 PÉR    | 18 JPG    | 14 JPG    | 10.  | 35     |
| 07/08  | Zandvoort | Zandvoort | Brno       | Brno       | Sepang  | Sepang  | Zhuhai     | Zhuhai     | Taupo   | Taupo   | Eastern C. | Eastern C. | Durban     | Durban     | Mexiko-S. | Mexiko-S. | Shanghai  | Shanghai  | Brands H. | Brands H. | ---       | ---       | 16.  | 22     |
| 07/08  | 4 DUR     | 4 DUR     | 13 JOU     | 22 JOU     | 20 JOU  | 11 JOU  | 16 DGA     | 11 DGA     | 17 DGA  | 9 DGA   | 17 DGA     | 18 DGA     | 8 DGA      | 19 DGA     | 16 DGA    | 14 DGA    | 20 GOE    | 21 GOE    | 20 MAR    | 16 MAR    |           |           | 16.  | 22     |
| 08/09  | Zandvoort | Zandvoort | Chengdu    | Chengdu    | Sepang  | Sepang  | Taupo      | Taupo      | Kyalami | Kyalami | Algarve    | Algarve    | Brands H.  | Brands H.  | ---       | ---       | ---       | ---       | ---       | ---       | ---       | ---       | 13.  | 19     |
| 08/09  |           |           | 16 DGA     | 15 DGA     | 14 DGA  | 15 DGA  | 15 DUR     | 16 DUR     | 16 DUR  | 19 DUR  | 9 DUR      | 4 DUR      | 3 DUR      | 6 DUR      |           |           |           |           |           |           |           |           | 13.  | 19     |

| Legende  | Legende            | Legende                                                          |
| Farbe    | Abkürzung          | Bedeutung                                                        |
| -------- | ------------------ | ---------------------------------------------------------------- |
| Gold     | –                  | Sieg                                                             |
| Silber   | –                  | 2. Platz                                                         |
| Bronze   | –                  | 3. Platz                                                         |
| Grün     | –                  | Platzierung in den Punkten                                       |
| Blau     | –                  | Klassifiziert außerhalb der Punkteränge                          |
| Violett  | DNF                | Rennen nicht beendet (did not finish)                            |
| Violett  | NC                 | nicht klassifiziert (not classified)                             |
| Rot      | DNQ                | nicht qualifiziert (did not qualify)                             |
| Rot      | DNPQ               | in Vorqualifikation gescheitert (did not pre-qualify)            |
| Schwarz  | DSQ                | disqualifiziert (disqualified)                                   |
| Weiß     | DNS                | nicht am Start (did not start)                                   |
| Weiß     | WD                 | zurückgezogen (withdrawn)                                        |
| Hellblau | PO                 | nur am Training teilgenommen (practiced only)                    |
| Hellblau | TD                 | Freitags-Testfahrer (test driver)                                |
| ohne     | DNP                | nicht am Training teilgenommen (did not practice)                |
| ohne     | INJ                | verletzt oder krank (injured)                                    |
| ohne     | EX                 | ausgeschlossen (excluded)                                        |
| ohne     | DNA                | nicht erschienen (did not arrive)                                |
| ohne     | C                  | Rennen abgesagt (cancelled)                                      |
| ohne     | keine WM-Teilnahme |                                                                  |
| sonstige | P/fett             | Pole-Position                                                    |
| sonstige | 1/2/3/4/5/6/7/8    | Punktplatzierung im Sprint-/Qualifikationsrennen                 |
| sonstige | SR/kursiv          | Schnellste Rennrunde                                             |
| sonstige | *                  | nicht im Ziel, aufgrund der zurückgelegten Distanz aber gewertet |
| sonstige | ()                 | Streichresultate                                                 |
| sonstige | unterstrichen      | Führender in der Gesamtwertung                                   |